# Slagelse
Slagelse é um município da Dinamarca, localizado na região este, no condado de Vestsjaelland.
O município tem uma área de 192,00 km² e uma  população de 37 021 habitantes, segundo o censo de 2004.
Perto da cidade, é possível visitar as ruínas de uma antiga fortaleza viquingue, denominada Trelleborg. Nesse mesmo local, existe uma reconstrução de uma casa viquingue, datando dos anos 40.